# HMAS Gippsland
HMAS Gippsland - okręt pomocniczy Royal Australian Navy (RAN) z okresu II wojny światowej.
Parowiec SS „Gippsland” został zbudowany w 1908 w Paynesville na zamówienie biznesmena z Bairnsdale o nazwisku J.C. Dahlsen.  120-stopowy (36,5 m) „Gippsland” był największym z lokalnie zbudowanych statków pływających jeziorach Gippslandu (Gippsland Lakes).  „Gippsland” został wodowany bez maszynowni i górnego pokładu który został skonstruowany już po chrzcie statku.  Kadłub statku został przeholowany do Bairnsdale gdzie został on ostatecznie wykończony.  Pierwszy rejs „Gippslandu” miał miejsce 23 grudnia 1908, przez następne 30 lat „Gippsland” pływał jako statek wycieczkowy pomiędzy Lakes Entrance, a Bairnsdale.
5 listopada 1937 „Gippsland” opuścił Lakes Entrance i udał się do Sydney, gdzie krótko pływał jako prom w zatoce Port Jackson.  Około 1938 „Gippsland” przepłynął do Brisbane, gdzie przez dwa lata służył jako showboat (pływający teatr), a następnie jako baza statków rybackich.
24 czerwca 1942 „Gippsland” został zarekwirowany przez RAN i przystosowany do roli minefield tender (okrętu którego zadaniem jest konserwacja pola minowego).  HMAS „Gippsland” (FY38) wszedł do służby 18 września 1942.  Okręt został odkupiony od właściciela 16 lipca 1943.  W 1944 „Gippsland” został przystosowany do roli stawiacza sieci.  26 maja 1944 „Gippsland” został wycofany do rezerwy.  Po zakończeniu wojny, w listopadzie 1946 został zdemobilizowany i sprzedany.
Ponownie w służbie cywilnej „Gippsland” został przebudowany raz jeszcze, tym razem na statek ratowniczy (salvage vessel).  W czasie pierwszego rejsu w tej roli, „Gippsland” wszedł na rafę i zatonął.